# Ennordres
Ennordres [ɑ̃noʁdʁ][réf. nécessaire] est une commune française située dans le département du Cher, en région Centre-Val de Loire.

## Géographie
Ennordres est situé dans le département du Cher, l'ancienne province de Berry en région naturelle de la Sologne. La commune est proche d'Aubigny-sur-Nère situé à 8 kilomètres et est traversée par la Petite Sauldre.
La commune faisait partie du canton de La Chapelle-d'Angillon jusqu'en 2015 et le redécoupage des cantons du département. Depuis cette date, elle fait partie du canton d'Aubigny-sur-Nère,.

### Climat
Pour des articles plus généraux, voir Climat du Centre-Val de Loire et Climat du Cher.
En 2010, le climat de la commune est de type climat océanique dégradé des plaines du Centre et du Nord, selon une étude du CNRS s'appuyant sur une série de données couvrant la période 1971-2000. En 2020, Météo-France publie une typologie des climats de la France métropolitaine dans laquelle la commune est exposée à un climat océanique altéré et est dans la région climatique  Centre et contreforts nord du Massif Central, caractérisée par un air sec en été et un bon ensoleillement. 
Pour la période 1971-2000, la température annuelle moyenne est de 11,1 °C, avec une amplitude thermique annuelle de 16 °C. Le cumul annuel moyen de précipitations est de 803 mm, avec 11,9 jours de précipitations en janvier et 7,7 jours en juillet. Pour la période 1991-2020, la température moyenne annuelle observée sur la station météorologique la plus proche, située sur la commune d'Aubigny-sur-Nère à 8 km à vol d'oiseau, est de 11,6 °C et le cumul annuel moyen de précipitations est de 789,1 mm,. Pour l'avenir, les paramètres climatiques de la commune estimés pour 2050 selon différents scénarios d'émission de gaz à effet de serre sont consultables sur un site dédié publié par Météo-France en novembre 2022.

## Urbanisme

### Typologie
Au 1er janvier 2024, Ennordres est catégorisée commune rurale à habitat dispersé, selon la nouvelle grille communale de densité à 7 niveaux définie par l'Insee en 2022.
Elle est située hors unité urbaine. Par ailleurs la commune fait partie de l'aire d'attraction d'Aubigny-sur-Nère, dont elle est une commune de la couronne,. Cette aire, qui regroupe 16 communes, est catégorisée dans les aires de moins de 50 000 habitants,.

### Occupation des sols
L'occupation des sols de la commune, telle qu'elle ressort de la base de données européenne d’occupation biophysique des sols Corine Land Cover (CLC), est marquée par l'importance des territoires agricoles (51,7 % en 2018), une proportion sensiblement équivalente à celle de 1990 (52,1 %). La répartition détaillée en 2018 est la suivante : 
forêts (45,4 %), terres arables (41,8 %), prairies (8,1 %), zones agricoles hétérogènes (1,8 %), eaux continentales (1,8 %), milieux à végétation arbustive et/ou herbacée (1,1 %).
L'évolution de l’occupation des sols de la commune et de ses infrastructures peut être observée sur les différentes représentations cartographiques du territoire : la carte de Cassini (XVIIIe siècle), la carte d'état-major (1820-1866) et les cartes ou photos aériennes de l'IGN pour la période actuelle (1950 à aujourd'hui).

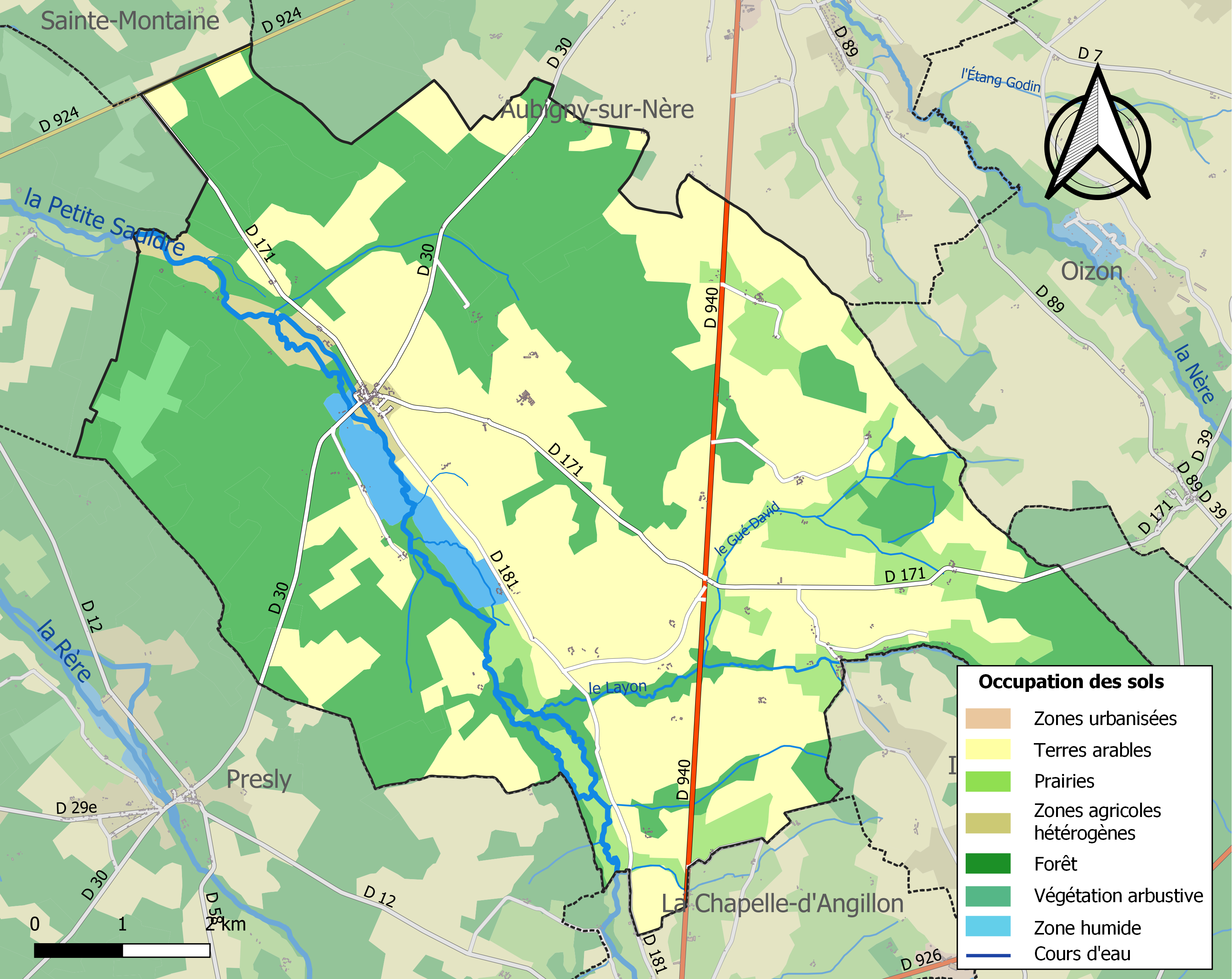
Carte des infrastructures et de l'occupation des sols de la commune en 2018 (CLC).

### Risques majeurs
Le territoire de la commune d'Ennordres est vulnérable à différents aléas naturels : météorologiques (tempête, orage, neige, grand froid, canicule ou sécheresse), feux de forêts, mouvements de terrains et séisme (sismicité très faible). Il est également exposé à un risque technologique,  le transport de matières dangereuses. Un site publié par le BRGM permet d'évaluer simplement et rapidement les risques d'un bien localisé soit par son adresse soit par le numéro de sa parcelle.

#### Risques naturels
Le département du Cher est moins exposé au risque de feux de forêts que le pourtour méditerranéen ou le golfe de Gascogne. Néanmoins la forêt occupe près du quart du département et certaines communes sont très vulnérables, notamment les communes de Sologne dont fait partie Ennordres. Il est ainsi défendu aux propriétaires de la commune et à leurs ayants droit de porter ou d’allumer du feu dans l'intérieur et à une distance de 200 mètres des bois, forêts, plantations, reboisements ainsi que des landes. L’écobuage est également interdit, ainsi que les feux de type méchouis et barbecues, à l’exception de ceux prévus dans des installations fixes (non situées sous couvert d'arbres) constituant une dépendance d'habitation.

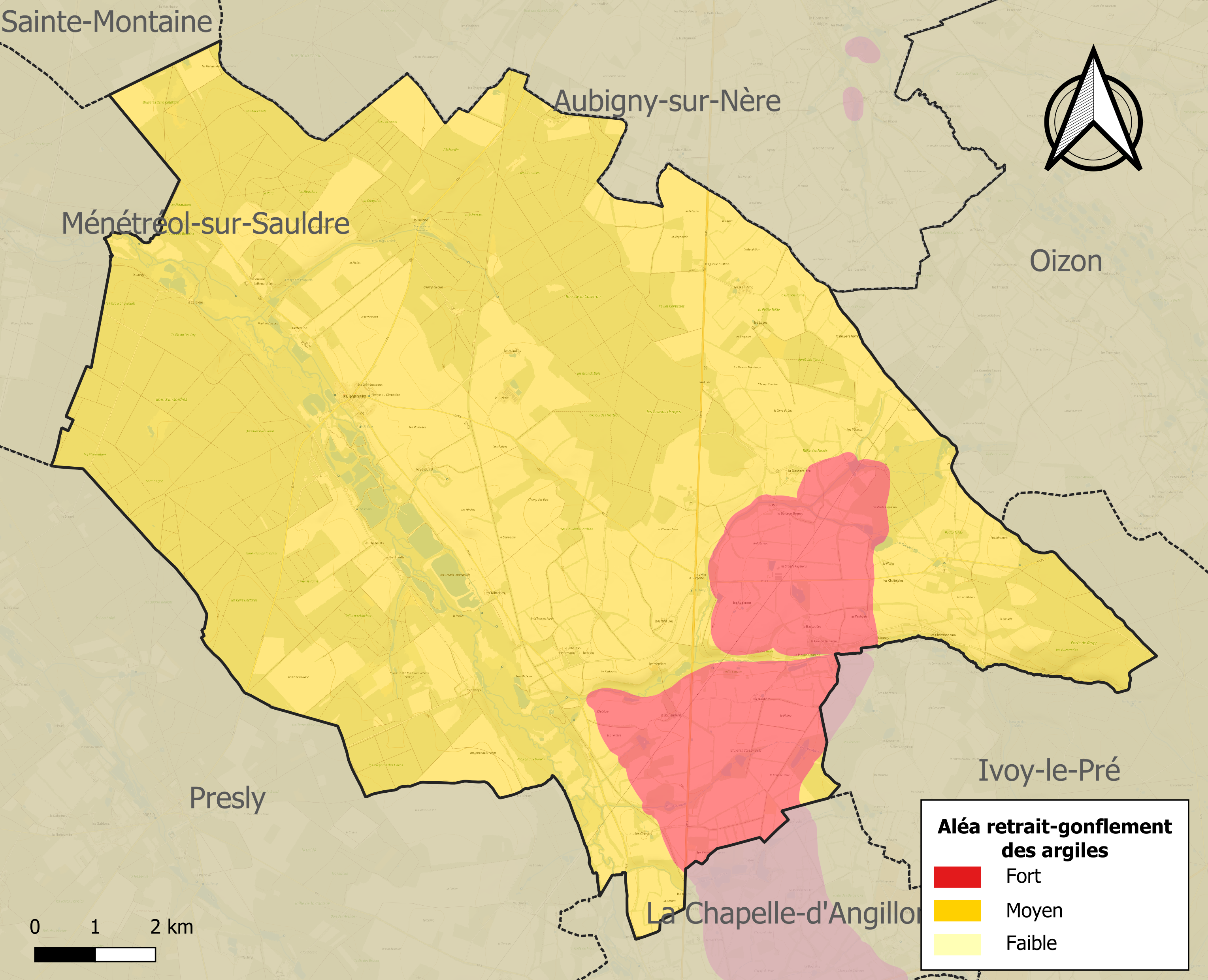
Carte des zones d'aléa retrait-gonflement des sols argileux d'Ennordres.

La commune est vulnérable au risque de mouvements de terrains constitué principalement du retrait-gonflement des sols argileux. Cet aléa est susceptible d'engendrer des dommages importants aux bâtiments en cas d’alternance de périodes de sécheresse et de pluie. La totalité de la commune est en aléa moyen ou fort (90 % au niveau départemental et 48,5 % au niveau national). Sur les 170 bâtiments dénombrés sur la commune en 2019, 170 sont en aléa moyen ou fort, soit 100 %, à comparer aux 83 % au niveau départemental et 54 % au niveau national. Une cartographie de l'exposition du territoire national au retrait gonflement des sols argileux est disponible sur le site du BRGM,.
Concernant les mouvements de terrains, la commune a été reconnue en état de catastrophe naturelle au titre des dommages causés par la sécheresse en 2019 et par des mouvements de terrain en 1999.

#### Risques technologiques
Le risque de transport de matières dangereuses sur la commune est lié à sa traversée par des infrastructures routières ou ferroviaires importantes ou la présence d'une canalisation de transport d'hydrocarbures. Un accident se produisant sur de telles infrastructures est en effet susceptible d’avoir des effets graves au bâti ou aux personnes jusqu’à 350 m, selon la nature du matériau transporté. Des dispositions d’urbanisme peuvent être préconisées en conséquence.

## Histoire
Des vestiges romains ont été retrouvés sur le territoire de la commune : une voie romaine traversait le village qui reliait Bourges à Orléans.
Le village possédait en 1242 une léproserie, en 1404 il est qualifié de « ville ».
L'origine du nom est attestée en 1523.
Au XVe siècle, Ennordres disposait d’un hôpital.
L’artisanat s’était aussi implanté dans le village autour de deux noyaux, le bourg et un hameau situé à 6 km dit le Gué de la Pierre (le père d'Alain-Fournier, instituteur, a enseigné à l'école de ce hameau). Il est encore actif au moment de la Seconde Guerre mondiale. Dès la fin de cette guerre, une carrière d’extraction de silex et de sable s’installe et fournit les matériaux nécessaires à la fabrication de béton et à la confection des routes.

## Politique et administration

### Liste des maires
| Période                                  | Période                       | Identité            | Étiquette | Qualité |
| ---------------------------------------- | ----------------------------- | ------------------- | --------- | --- |
| Les données manquantes sont à compléter. |                               |                     |           | |
| mars 2001                                | mars 2008                     | Alfred de Pommereau |           | Agriculteur |
| mars 2008                                | En cours (au 15 juillet 2020) | Hugues Duboin       |           | Ingénieur ou cadre technique d'entreprise Vice-président de la CC Sauldre et Sologne (2020 → ) Réélu pour le mandat 2020-2026, |

### Politique de développement durable
La commune a engagé une politique de développement durable en lançant une démarche d'Agenda 21.

## Démographie
L'évolution du nombre d'habitants est connue à travers les recensements de la population effectués dans la commune depuis 1793. Pour les communes de moins de 10 000 habitants, une enquête de recensement portant sur toute la population est réalisée tous les cinq ans, les populations de référence des années intermédiaires étant quant à elles estimées par interpolation ou extrapolation. Pour la commune, le premier recensement exhaustif entrant dans le cadre du nouveau dispositif a été réalisé en 2008.

En 2022, la commune comptait 206 habitants, en évolution de −1,44 % par rapport à 2016 (Cher : −2,48 %, France hors Mayotte : +2,11 %).
| 1793 | 1800 | 1806 | 1821 | 1831 | 1836 | 1841 | 1846 | 1851 |
| ---- | ---- | ---- | ---- | ---- | ---- | ---- | ---- | ---- |
| 670  | 670  | 638  | 559  | 755  | 762  | 785  | 800  | 815  |

| 1856 | 1861 | 1866 | 1872 | 1876 | 1881 | 1886 | 1891 | 1896 |
| ---- | ---- | ---- | ---- | ---- | ---- | ---- | ---- | ---- |
| 832  | 815  | 823  | 812  | 804  | 824  | 796  | 823  | 859  |

| 1901 | 1906 | 1911 | 1921 | 1926 | 1931 | 1936 | 1946 | 1954 |
| ---- | ---- | ---- | ---- | ---- | ---- | ---- | ---- | ---- |
| 854  | 849  | 852  | 688  | 630  | 583  | 572  | 565  | 556  |

| 1962 | 1968 | 1975 | 1982 | 1990 | 1999 | 2006 | 2008 | 2013 |
| ---- | ---- | ---- | ---- | ---- | ---- | ---- | ---- | ---- |
| 482  | 396  | 307  | 589  | 242  | 249  | 226  | 220  | 217  |

| 2018 | 2022 | - | - | - | - | - | - | - |
| ---- | ---- | - | - | - | - | - | - | - |
| 211  | 206  | - | - | - | - | - | - | - |

## Économie
Une auberge (bar - hôtel - restaurant) fonctionne au village.

## Culture locale et patrimoine

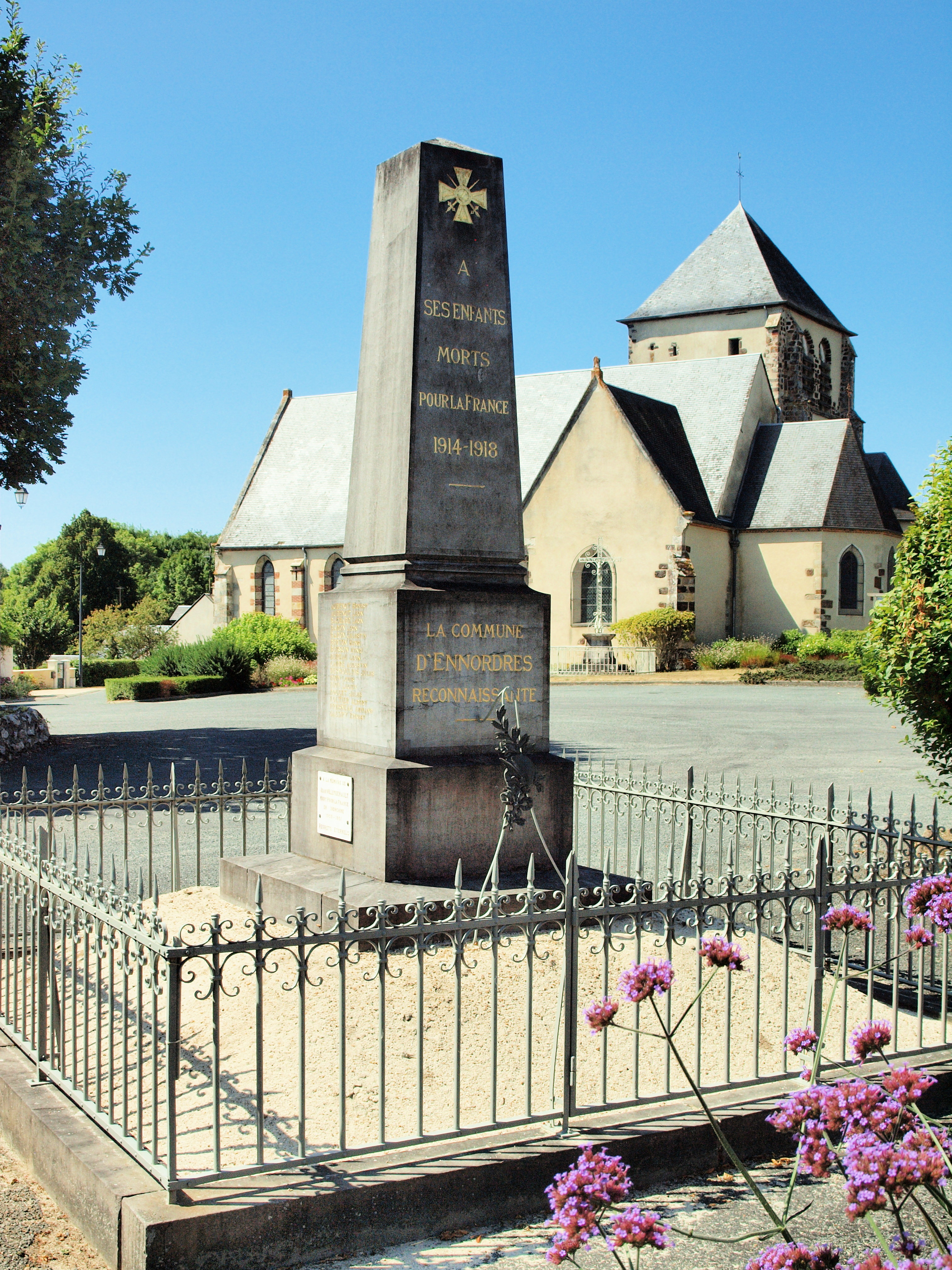

### Lieux et monuments
- L'église Saint-Martin de la fin XIIe s. Restaurée entre 1860 et 1865. L’église Saint-Martin d’Ennordres, à l’exception de la nef, est classée parmi les Monuments Historiques par arrêté du 23 juillet 1921.
- La chapelle Saint-Georges de la fin du XIIIe s ou du début du XIVe s.
- L'ancien lavoir ;
- l'ancienne école du Gué de la Pierre.

Le territoire communal compte aussi un riche patrimoine architectural privé, on peut citer :
- Le château de l'Echeneau bâtisse du XVIIe avec ses pierres et grès noir de Vailly en angle ;
- Le château de La Motte du XVIIe sur les bords de la petite Sauldre ;
- Le château de la Brossette dont le corps principal date du XVIIIe et actuellement ouvert en chambre d'hôtes ;
- La ferme des Grimousseaux à la sortie du bourg est typique des constructions du XVIIIe avec ses briques et colombages ;
- Plusieurs granges pyramidales qui, pour certaines, ont gardé leur usage d'origine.

### Ennordres dans les arts et la culture
- Claude Seignolle situe son roman Marie la louve à Ennordes[27].